# Copa Intercontinental de futbol
|  | No s'ha de confondre amb la Copa Intercontinental de la FIFA. |

La Copa Intercontinental de Clubs, de la qual és successora la Copa Mundial de Clubs, fou un torneig de futbol que enfrontava el campió d'Europa (Champions League) amb el campió d'Amèrica del Sud (Copa Libertadores), els continents més desenvolupats del món del futbol. Entre els anys 1980 i 2004 es disputava a la ciutat japonesa de Tòquio al mes de desembre i rebia el nom de Copa Toyota per raons de patrocini. Des de l'any 2005 ha estat substituïda per la Copa Mundial de Clubs, i en lloc de participar-hi només el campió d'Europa i el de l'Amèrica del Sud, hi participen els campions de tots els continents. La Copa Intercontinental, a partir del 2017 té oficialment l'estatus de Campionat del Món de Clubs FIFA i els equips que van guanyar en el passat són considerats campions del món oficials de la federació mundial de futbol.

## Història
El primer club que utilitzà el concepte de Campió del Món fou l'Hibernian FC, que com a campió de la copa escocesa s'enfrontà al campió de la copa anglesa, el Preston North End, el 13 d'agost de 1887. Els campions de la següent temporada, Renton FC s'enfrontaren als campions anglesos West Bromwich Albion, tot i que el partit fou disputat sense l'autorització de les respectives associacions futbolístiques. Posteriorment, amb la creació de les lligues anglesa i escocesa, el concepte de clubs campions del món va perdre importància, ja que els clubs se centraren a guanyar les seves competicions nacionals.
La primera competició intercontinental fou celebrada a Rio de Janeiro el 1951, amb la participació dels principals clubs d'Europa i Amèrica del Sud. El torneig fou organitzat per la FIFA (però d'una manera no oficial), i el mateix Jules Rimet hi envià el seu vicepresident per supervisar-lo. La competició fou anomenada Taça Rio (organitzada oficialment per la prefectura carioca i la federació brasilera) i fou vençuda per la Sociedade Esportiva Palmeiras de São Paulo, en una final en dos partit on vencé la Juventus FC de Torí. Posteriorment, a la ciutat de Caracas, Veneçuela, es disputà la Petita Copa del Món, una competició no oficial, però que assolí cert prestigi als anys 50.
L'impulsor de la Copa Intercontinental fou Henri Delaunay, que volia crear una competició per mesurar el millor club del món, i que enfrontaria als campions d'Europa i Amèrica del Sud, els dos continents més poderosos futbolísticament parlant (sobretot en aquells anys). Europa ja tenia el seu campió, la Copa d'Europa de futbol, però Sud-amèrica encara no tenia cap competició similar. La confederació sud-americana (CONMEBOL) creà aquesta competició i l'anomenà fent referència als herois de la independència sud-americana amb el nom de Copa Libertadores. Per fi, un campionat del món del clubs era viable.
La primera edició de la competició es disputà el 1960 entre el Reial Madrid i el CA Peñarol.
Sovint la competició ha estat més valorada pels conjunts americans que no pas pels europeus. Per exemple, diversos campions europeus van renunciar a participar-hi per la manca d'interès, tant econòmic com esportiu. Els clubs que hi renunciaren foren substituïts pels finalistes. Els anys 1975 i 1978 la competició no es disputà.
La competició no assolí viabilitat fins que l'empresa Toyota assumí el paper de patrocinador el 1980. A partir d'aquella edició i fins a la seva desaparició la competició es disputà cada any a partit únic en terreny neutral, al Japó.
La competició es disputà fins al 2004, any en què la FIFA la reemplaçà pel mundial de clubs. A partir del 2017 té oficialment (de iure) l'estatus de Copa del Mòn de Clubs, que assigna el títol de campió mundial de la FIFA.

## Palmarès

### Edicions a doble partit
- 1960 -  Reial Madrid (ESP)
- 1961 -  Peñarol (URU)
- 1962 -  Santos (BRA)
- 1963 -  Santos (BRA)
- 1964 -  Inter (ITA)
- 1965 -  Inter (ITA)
- 1966 -  Peñarol (URU)
- 1967 -  Racing Club (ARG)
- 1968 -  Estudiantes de La Plata (ARG)
- 1969 -  AC Milan (ITA)
- 1970 -  Feyenoord (NED)
- 1971 -  Nacional (URU)
- 1972 -  AFC Ajax (NED)
- 1973 -  CA Independiente (ARG)
- 1974 -  Atlètic de Madrid (ESP)[3]
- 1975 - no es va disputar
- 1976 -  Bayern München (BRD)
- 1977 -  Boca Juniors (ARG)
- 1978 - no es va disputar
- 1979 -  Olimpia Asunción (PAR)

### Edicions a partit únic
| Any  | Guanyador                | Marcador     | Finalista            | Seu                            |
| ---- | ------------------------ | ------------ | -------------------- | ------------------------------ |
| 1980 | Nacional                 | 1–0          | Nottingham Forest FC | Estadi Nacional, Tòquio        |
| 1981 | Flamengo                 | 3–0          | Liverpool FC         | Estadi Nacional, Tòquio        |
| 1982 | CA Peñarol               | 2–0          | Aston Villa          | Estadi Nacional, Tòquio        |
| 1983 | Grêmio                   | 2–1 pr       | Hamburger SV         | Estadi Nacional, Tòquio        |
| 1984 | CA Independiente         | 1–0          | Liverpool FC         | Estadi Nacional, Tòquio        |
| 1985 | Juventus FC              | 2–2 pr 4–2 P | Argentinos Juniors   | Estadi Nacional, Tòquio        |
| 1986 | River Plate              | 1–0          | Steaua Bucarest      | Estadi Nacional, Tòquio        |
| 1987 | FC Porto                 | 2–1 pr       | CA Peñarol           | Estadi Nacional, Tòquio        |
| 1988 | Nacional                 | 2–2 pr 7–6 P | PSV Eindhoven        | Estadi Nacional, Tòquio        |
| 1989 | AC Milan                 | 1–0 pr       | Atlético Nacional    | Estadi Nacional, Tòquio        |
| 1990 | AC Milan                 | 3–0          | Olimpia Asunción     | Estadi Nacional, Tòquio        |
| 1991 | Estrella Roja de Belgrad | 3–0          | Colo-Colo            | Estadi Nacional, Tòquio        |
| 1992 | São Paulo                | 2–1          | FC Barcelona         | Estadi Nacional, Tòquio        |
| 1993 | São Paulo FC             | 3–2          | AC Milan             | Estadi Nacional, Tòquio        |
| 1994 | Vélez Sarsfield          | 2–0          | AC Milan             | Estadi Nacional, Tòquio        |
| 1995 | AFC Ajax                 | 0–0 pr 4–3 P | Grêmio               | Estadi Nacional, Tòquio        |
| 1996 | Juventus FC              | 1–0          | River Plate          | Estadi Nacional, Tòquio        |
| 1997 | Borussia Dortmund        | 2–0          | Cruzeiro             | Estadi Nacional, Tòquio        |
| 1998 | Reial Madrid CF          | 2–1          | Vasco da Gama        | Estadi Nacional, Tòquio        |
| 1999 | Manchester United FC     | 1–0          | Palmeiras            | Estadi Nacional, Tòquio        |
| 2000 | Boca Juniors             | 2–1          | Reial Madrid CF      | Estadi Nacional, Tòquio        |
| 2001 | Bayern de Múnic          | 1–0 pr       | Boca Juniors         | Estadi Nacional, Tòquio        |
| 2002 | Reial Madrid CF          | 2–0          | Olimpia Asunción     | Estadi Internacional, Yokohama |
| 2003 | Boca Juniors             | 1–1 pr 3–1 P | AC Milan             | Estadi Internacional, Yokohama |
| 2004 | FC Porto                 | 0–0 pr 8–7 P | Once Caldas          | Estadi Internacional, Yokohama |

## Estadístiques

### Per equips
| Equip                | Trofeus | Anys               |
| -------------------- | ------- | ------------------ |
| AC Milan             | 3       | (1969, 1989, 1990) |
| Peñarol              | 3       | (1961, 1966, 1982) |
| Nacional             | 3       | (1971, 1980, 1988) |
| Reial Madrid         | 3       | (1960, 1998, 2002) |
| Boca Juniors         | 3       | (1977, 2000, 2003) |
| São Paulo            | 2       | (1992, 1993)       |
| Santos               | 2       | (1962, 1963)       |
| Inter                | 2       | (1964, 1965)       |
| CA Independiente     | 2       | (1973, 1984)       |
| Ajax                 | 2       | (1972, 1995)       |
| Juventus FC          | 2       | (1985, 1996)       |
| Bayern München       | 2       | (1976, 2001)       |
| Porto                | 2       | (1987, 2004)       |
| Racing               | 1       | (1967)             |
| Estudiantes          | 1       | (1968)             |
| Feyenoord            | 1       | (1970)             |
| Atlètic de Madrid    | 1       | (1974)             |
| Olimpia Asunción     | 1       | (1979)             |
| Flamengo             | 1       | (1981)             |
| Grêmio               | 1       | (1983)             |
| River Plate          | 1       | (1986)             |
| Estrella Roja        | 1       | (1991)             |
| Vélez Sársfield      | 1       | (1994)             |
| Borussia Dortmund    | 1       | (1997)             |
| Manchester United FC | 1       | (1999)             |

### Per federacions
| País          | Equips | Trofeus | Anys                                                   |
| ------------- | ------ | ------- | ------------------------------------------------------ |
| Argentina     | 6      | 9       | (1967, 1968, 1973, 1977, 1984, 1986, 1994, 2000, 2003) |
| Itàlia        | 3      | 7       | (1964, 1965, 1969, 1985, 1989, 1990, 1996)             |
| Brasil        | 4      | 6       | (1962, 1963, 1981, 1983, 1992, 1993)                   |
| Uruguai       | 2      | 6       | (1961, 1966, 1971, 1980, 1982, 1988)                   |
| Espanya       | 2      | 4       | (1960, 1974, 1998, 2002)                               |
| Països Baixos | 2      | 3       | (1970, 1972, 1995)                                     |
| Alemanya      | 2      | 3       | (1976, 1997, 2001)                                     |
| Portugal      | 1      | 2       | (1987, 2004)                                           |
| Paraguai      | 1      | 1       | (1979)                                                 |
| Iugoslàvia    | 1      | 1       | (1991)                                                 |
| Anglaterra    | 1      | 1       | (1999)                                                 |

### Per continents
| Continent       | Equips | Països | Trofeus |
| --------------- | ------ | ------ | ------- |
| Amèrica del Sud | 13     | 4      | 22      |
| Europa          | 13     | 8      | 22      |

### Entrenadors
- Carlos Bianchi ha guanyat tres edicions com a entrenador: una amb el Vélez Sársfield el 1994, i dues amb el Boca Juniors l'any 2000 i 2003.
- Luis Cubilla i Juan Múgica, són els únics que han guanyat el trofeu com a jugador i després com a entrenador: 
  - Luis Cubilla va ser jugador del Peñarol l'any 1961 i del Nacional el 1971; després va ser entrenador de l'Olimpia Asunción, l'any 1979.
  - Juan Múgica va jugar al Nacional el 1971; va entrenar el mateix equip el 1980.

### Equip - Jugadors
- Alessandro Costacurta i Paolo Maldini han participat 5 cops a la competició, sempre amb l'AC Milan (1989, 1990, 1993, 1994, 2003).
- Estudiantes (1968, 1969 i 1970) i Independiente (1972, 1973 i 1974) han participat 3 anys de forma consecutiva. Alguns jugadors d'aquests equips han jugat els tres anys, com ara Carlos Salvador Bilardo i Juan Ramón Verón.

### Millor jugador del partit
Des del 1980
| Any  | Jugador              | Equip                |
| ---- | -------------------- | -------------------- |
| 1980 | Waldemar Victorino   | Nacional             |
| 1981 | Zico                 | Flamengo             |
| 1982 | Jair                 | Peñarol              |
| 1983 | Renato               | Grêmio               |
| 1984 | José Percudani       | CA Independiente     |
| 1985 | Michel Platini       | Juventus FC          |
| 1986 | Antonio Alzamendi    | River Plate          |
| 1987 | Rabah Madjer         | Porto                |
| 1988 | Santiago Ostolaza    | Nacional             |
| 1989 | Alberigo Evani       | AC Milan             |
| 1990 | Frank Rijkaard       | AC Milan             |
| 1991 | Vladimir Jugovic     | Estrella Roja        |
| 1992 | Raí                  | São Paulo            |
| 1993 | Cerezo               | São Paulo            |
| 1994 | Omar Asad            | Vélez Sársfield      |
| 1995 | Danny Blind          | Ajax Amsterdam       |
| 1996 | Alessandro Del Piero | Juventus FC          |
| 1997 | Andreas Möller       | Borussia Dortmund    |
| 1998 | Raúl                 | Reial Madrid         |
| 1999 | Ryan Giggs           | Manchester United FC |
| 2000 | Martín Palermo       | Boca Juniors         |
| 2001 | Samuel Kuffour       | Bayern de Múnic      |
| 2002 | Ronaldo              | Reial Madrid         |
| 2003 | Matías Donnet        | Boca Juniors         |
| 2004 | Maniche              | Porto                |